# Liste des édifices labellisés « Maisons des Illustres » en Nouvelle-Aquitaine
Cet article recense les édifices possédant le label « Maisons des Illustres » en Nouvelle-Aquitaine, en France. 
Au début 2024, la région compte 27 édifices ainsi labellisés.

## Liste
| Édifice                                             | Personnalité                              | Département          | Commune                   | Référence | Protection        | Coordonnées                 | Photo |
| --------------------------------------------------- | ----------------------------------------- | -------------------- | ------------------------- | --------- | ----------------- | --------------------------- | ----- |
| Logis de la Vergne                                  | Maria Casarès                             | Charente             | Alloue                    | MI130     | Inscrit MH (2002) | 46° 01′ 08″ N, 0° 31′ 12″ E |       |
| Château de Balzac                                   | Jean-Louis Guez de Balzac                 | Charente             | Balzac                    | MI191     | Inscrit MH (2007) | 45° 42′ 28″ N, 0° 06′ 33″ E |       |
| Logis du Maine-Giraud                               | Alfred de Vigny                           | Charente             | Champagne-Vigny           | MI133     | Inscrit MH (1967) | 45° 29′ 49″ N, 0° 01′ 45″ E |       |
| Maison natale de François Mitterrand                | François Mitterrand                       | Charente             | Jarnac                    | MI131     | Inscrit MH (2006) | 45° 40′ 53″ N, 0° 10′ 47″ O |       |
| Château de Verteuil                                 | François de La Rochefoucauld              | Charente             | Verteuil-sur-Charente     | MI128     | Classé MH (2017)  | 45° 58′ 58″ N, 0° 13′ 50″ E |       |
| Maison de Pierre Loti                               | Pierre Loti                               | Charente-Maritime    | Rochefort                 | MI132     | Classé MH (1990)  | 45° 56′ 03″ N, 0° 57′ 45″ O |       |
| Centre d'études et musée Edmond-Michelet            | Edmond Michelet                           | Corrèze              | Brive-la-Gaillarde        | MI100     |                   | 45° 09′ 22″ N, 1° 31′ 40″ E |       |
| Musée départemental de la résistance Henri Queuille | Henri Queuille                            | Corrèze              | Neuvic                    | MI185     |                   | 45° 22′ 55″ N, 2° 16′ 18″ E |       |
| Maison Martin-Nadaud                                | Martin Nadaud                             | Creuse               | Soubrebost                | MI101     |                   | 45° 57′ 48″ N, 1° 50′ 31″ E |       |
| Château des ducs de La Trémoille                    | Marie de La Tour d'Auvergne               | Deux-Sèvres          | Thouars                   | MI192     | Classé MH (1862)  | 46° 58′ 15″ N, 0° 13′ 02″ O |       |
| Château des Milandes                                | Joséphine Baker                           | Dordogne             | Castelnaud-la-Chapelle    | MI010     | Inscrit MH (2009) | 44° 49′ 25″ N, 1° 06′ 48″ E |       |
| Château de Hautefort                                | Bertran de Born                           | Dordogne             | Hautefort                 | MI014     | Classé MH (1958)  | 45° 15′ 35″ N, 1° 08′ 42″ E |       |
| Château de Montaigne                                | Michel de Montaigne                       | Dordogne             | Saint-Michel-de-Montaigne | MI015     | Inscrit MH (2009) | 44° 52′ 42″ N, 0° 01′ 48″ E |       |
| Château de Fénelon                                  | Fénelon                                   | Dordogne             | Sainte-Mondane            | MI223     | Inscrit MH (1927) | 44° 50′ 32″ N, 1° 21′ 01″ E |       |
| Château de La Brède                                 | Montesquieu                               | Gironde              | La Brède                  | MI013     | Classé MH (2008)  | 44° 40′ 45″ N, 0° 32′ 39″ O |       |
| Château Malromé                                     | Henri de Toulouse-Lautrec                 | Gironde              | Saint-André-du-Bois       | MI202     |                   | 44° 36′ 09″ N, 0° 12′ 48″ O |       |
| Domaine de Malagar                                  | François Mauriac                          | Gironde              | Saint-Maixant             | MI012     | Inscrit MH (1991) | 44° 34′ 48″ N, 0° 14′ 21″ O |       |
| Maison natale de Jean Giraudoux                     | Jean Giraudoux                            | Haute-Vienne         | Bellac                    | MI102     |                   | 46° 07′ 22″ N, 1° 02′ 53″ E |       |
| Musée Gay-Lussac                                    | Louis Joseph Gay-Lussac                   | Haute-Vienne         | Saint-Léonard-de-Noblat   | MI103     |                   | 45° 47′ 49″ N, 1° 29′ 23″ E |       |
| Maison de la photographie des Landes                | Félix Arnaudin                            | Landes               | Labouheyre                | MI007     |                   | 44° 12′ 53″ N, 0° 55′ 28″ O |       |
| Château de Nérac                                    | Marguerite d'Angoulême                    | Lot-et-Garonne       | Nérac                     | MI016     | Classé MH (1862)  | 44° 08′ 07″ N, 0° 20′ 24″ E |       |
| Villa Arnaga                                        | Edmond Rostand                            | Pyrénées-Atlantiques | Cambo-les-Bains           | MI006     | Inscrit MH (2014) | 43° 22′ 04″ N, 1° 25′ 22″ O |       |
| Château d'Abbadia                                   | Antoine d'Abbadie                         | Pyrénées-Atlantiques | Hendaye                   | MI011     | Inscrit MH (2012) | 43° 22′ 39″ N, 1° 44′ 57″ O |       |
| Musée Francis Jammes                                | Francis Jammes                            | Pyrénées-Atlantiques | Orthez                    | MI008     |                   | 43° 29′ 08″ N, 0° 45′ 55″ O |       |
| Château de Moncade                                  | Gaston Fébus                              | Pyrénées-Atlantiques | Orthez                    | MI009     | Inscrit MH (1992) | 43° 29′ 31″ N, 0° 46′ 12″ O |       |
| Musée Renaudot                                      | Théophraste Renaudot                      | Vienne               | Loudun                    | MI134     |                   | 47° 00′ 31″ N, 0° 04′ 55″ E |       |
| Château des Ormes                                   | Marc Pierre de Voyer de Paulmy d'Argenson | Vienne               | Les Ormes                 | MI129     | Inscrit MH (2005) | 46° 58′ 31″ N, 0° 36′ 06″ E |       |